# Shenandoah - La valle dell'onore
Shenandoah — La valle dell'onore (Shenandoah) è un film del 1965 diretto da Andrew V. McLaglen

## Trama
Alle porte della valle dello Shenandoah, nella Virginia Occidentale, imperversa la guerra di Secessione. Nella valle, in una bella fattoria, vive la famiglia di Charlie Anderson, composta dal patriarca, sei figli maschi di varie età e una figlia, oltre alla nuora Ann. Charlie ha sempre impedito o convinto i figli a non partire per la guerra, in quanto non era la loro guerra, non essendo possessori di schiavi e avendo lavorato sodo per avere i campi arati senza l'aiuto di nessuno, tantomeno dello stato della Virginia. Arriva persino a rifiutare il pagamento in dollari confederati per la vendita di un mulo e a fare a pugni con un agente del governo che confiscava i cavalli per la cavalleria dell'esercito.
La guerra non è roba che li riguarda, e in questo modo egli cerca di proteggere i suoi beni e la famiglia. Purtroppo è impossibile non farsi coinvolgere e quando il figlio più piccolo viene catturato dai nordisti semplicemente perché portava il cappello di un soldato sudista (trovato in un ruscello e incautamente indossato), Charlie e i figli iniziano le ricerche per riportare a casa il ragazzo. Arrivano a fermare un treno che portava i prigionieri al Nord e dopo averli liberati scoprono di aver trovato il marito della figlia Jennie (che era partito per la guerra subito dopo il matrimonio). Il ragazzino Anderson, nel frattempo riesce a fuggire e si ritrova in mezzo a una battaglia a corpo a corpo, venendo salvato proprio dal suo amico di colore Gabriel. Dopo aver cercato a lungo gli altri Anderson, tornano a casa e nel tragitto vengono erroneamente colpiti da un ragazzino semiaddormentato.
Il figlio maggiore di Charlie Anderson muore e tornati a casa trovano il dottore che gli comunica che anche l'altro figlio e la nuora sono stati uccisi da dei disertori sciacalli e si è salvata solo la nipotina neonata. Con il cuore colmo di dolore Charlie si rassegna alla presunta perdita anche del figlio più giovane che invece, fortunatamente, torna a casa. Anche chi non vuole combattere, raramente rimane immune.

## Curiosità
- È il primo film che vede impegnata come attrice Katharine Ross, famosissima interprete de Il laureato.
- Le scene iniziali della battaglia sono già state utilizzate in altri due film: La conquista del West del 1962 e L'albero della vita del 1957
- Nel film compaiono dei ragazzi neri con la divisa dei nordisti, nelle squadre misti ai bianchi. Questo è un errore, in quanto sia gli uomini liberi che gli schiavi fuggiti furono organizzati in reparti di soli uomini di colore.
- 1966 Nomination all'Oscar per miglior sonoro per Waldon O. Watson, Nomination ai Golden Globe per la Miglior nuova attrice a Rosemary Forsyth, Il terzo posto ai Golden Laurel per il film.